# سيم لاك
سيم لاك (بالإنجليزية: Sim Lake)‏ هو قاضي ومحامي أمريكي، ولد في 4 يوليو 1944 في شيكاغو في الولايات المتحدة.